# Секоян, Анаит Вагаршаковна
Анаит (Анна) Вагаршаковна Секоян (арм. Անահիտ (Աննա) Վաղարշակի Սեկոյան; 14 декабря 1922, Ереван, Закавказская Социалистическая Федеративная Советская Республика — 25 ноября 1994, Ереван, Армения) — советская армянская писательница, сценаристка, журналистка, артистка.

## Биография
После окончания в 1946 году студии при Ереванском национальном академическом театре им. Сундукяна, до 1949 год выступала на сцене того же театра.
С 1950 по 1952 год работала в редакции газеты «Пионер канч» («Պիոներ կանչ»).
Член Союза писателей СССР с 1951 года.
Среди 94 писателей, перечисленных в «Библиографическом указателе Армянской Литературы» (Ереван, 1972 г.), в числе 5 женщин упомянута и А. Секоян.

## Творчество
В 1948 году опубликовала первую книгу. Позже вышел роман «Весна под снегом» о деревенской жизни в колхозах (1964).
Роман «Если бы Воротан заговорил» (1973) повествует о строительстве одной из крупнейших гидростанций республики — Татевгэс. Автор показывает во всей сложности и многогранности взаимоотношения людей, их духовный рост. В 1974 г. по её сценарию снят фильм «Твёрдая порода» (реж. Г. Маркарян и А. Мкртчян).
Герои «Северного проспекта» (1981) — архитекторы, художники, строители, которые стремятся сохранить многовековой исторический образ Еревана. А. Секоян также писала для детей и юношества.

## Избранные произведения
- Романы (Ереван, 1941)
- Среди золотых лоз (роман, Ереван, 1958)
- Весна под снегом (роман, Ереван, 1964)
- Если бы Воротан заговорил (роман, Изд.: Советский писатель, М., 1973)
- Северный проспект (роман, Ереван, 1981)
- Оттепель (романы, повести, мемуары, Ереван, 1989)

## Награды
- Медаль «За трудовую доблесть»
- Медаль «За трудовое отличие»